# Maison Aubanel
Pour les articles homonymes, voir Aubanel.
La Maison Aubanel est l'hôtel particulier de la famille Aubanel, imprimeurs à Avignon depuis le XVIIIe siècle. Les descendants de la famille en restèrent propriétaires jusqu'en 2000.  Elle comporte des salons aux décors raffinés, restaurés entre 2005 et 2006.

## Histoire
Cet immeuble fut dans un premier stade édifié pour la résidence (ou Livrée cardinalice) du Cardinal de Praeneste durant la présence des Papes à Avignon au XIVe siècle
La maison Aubanel, acquise en 1891  par Jean Aubanel, fils du célèbre poète, fut occupée par le Félibre Théodore Aubanel et sa famille au XIXe siècle, comme l'atteste la stèle fixée à l'entrée du bâtiment. 
Au milieu du XXe siècle, elle est transformée en Musée Aubanel de l'imprimerie. Au début du XXIe siècle, à l'occasion d'une succession, la collection est dispersée et l'hôtel particulier, alors dans un état médiocre, est rendu à son objectif premier d'habitation dans le cadre d'un plan de sauvegarde. 
Ce plan de Sauvegarde et de Mise en Valeur avait été prescrit dès 1991 par Bernard Wagon, architecte. Dans le cadre de ce plan, l'hôtel particulier est restauré et transformé pour accueillir 7 logements haut de gamme. Les logements sont livrés et occupés à partir du début de l'année 2006.

## Organisation de la construction
La Maison Aubanel épouse au mieux une géographie délicate, comme de nombreux hôtels particuliers du centre d'Avignon. Sa façade visible de l'impasse Saint-Pierre ne représente en réalité qu'une moitié de la largeur réelle de l'édifice. Passée la grande porte du porche d'entrée, l'on débouche dans une cour centrale carrée pavée, entourée sur ses quatre côtés de l'habitation. Cette cour contient un puits. 

### Rez-de-chaussée
Dans la forme originelle de l'habitation, le rez-de-chaussée est occupé par des écuries et remises sur la droite en entrant. La gauche est ouverte sur une enfilade d'arcades donnant accès à un escalier monumental. Les cuisines et communs étaient situés au fond de cette enfilade. 
Dans la configuration actuelle, les anciennes écuries sont devenues le rez-de-chaussée d'un appartement en duplex (sur la droite en entrant), et d'un second appartement pour les anciennes cuisines et communs.

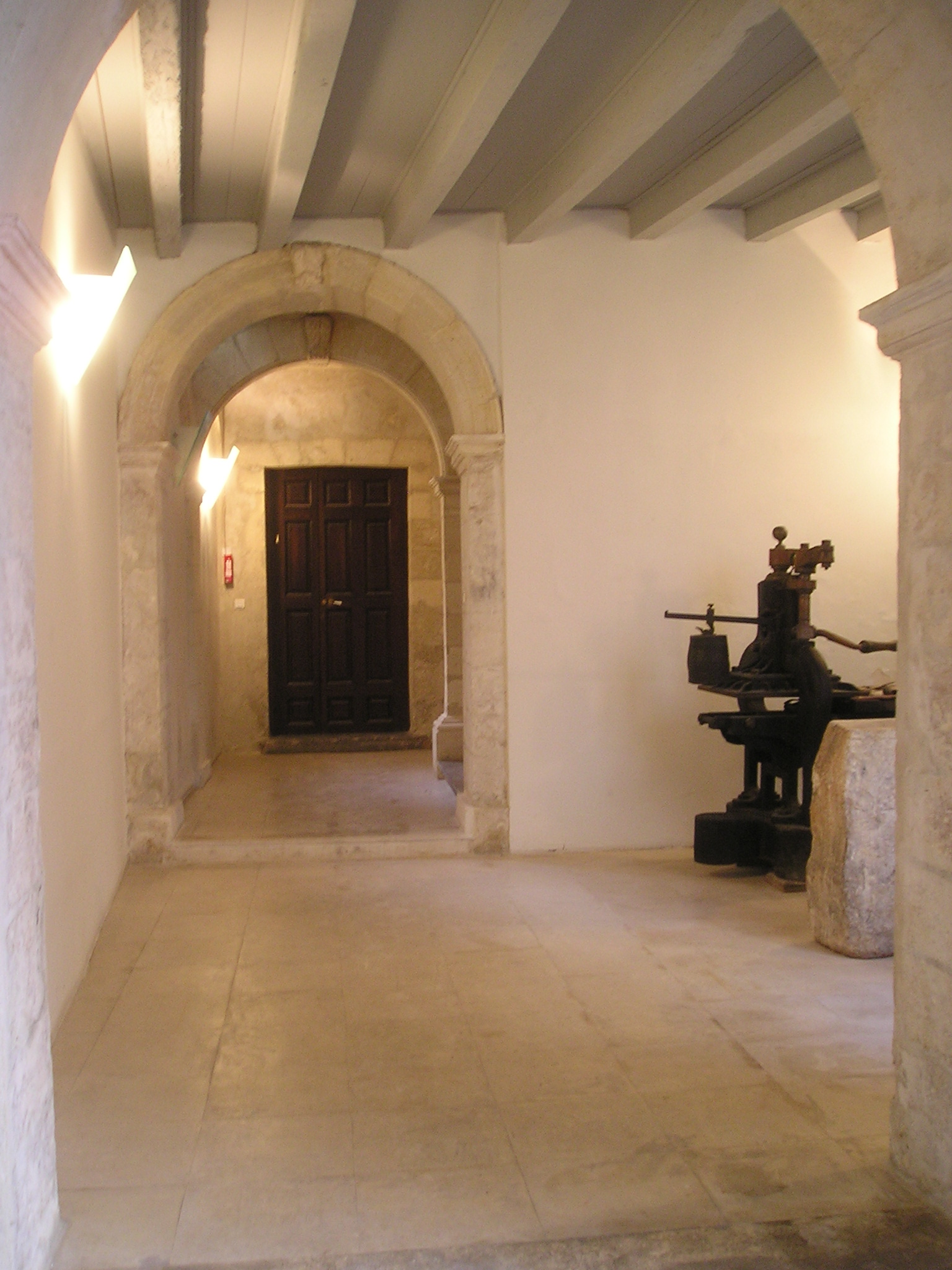
Rez-de-chaussée accès à l'escalier
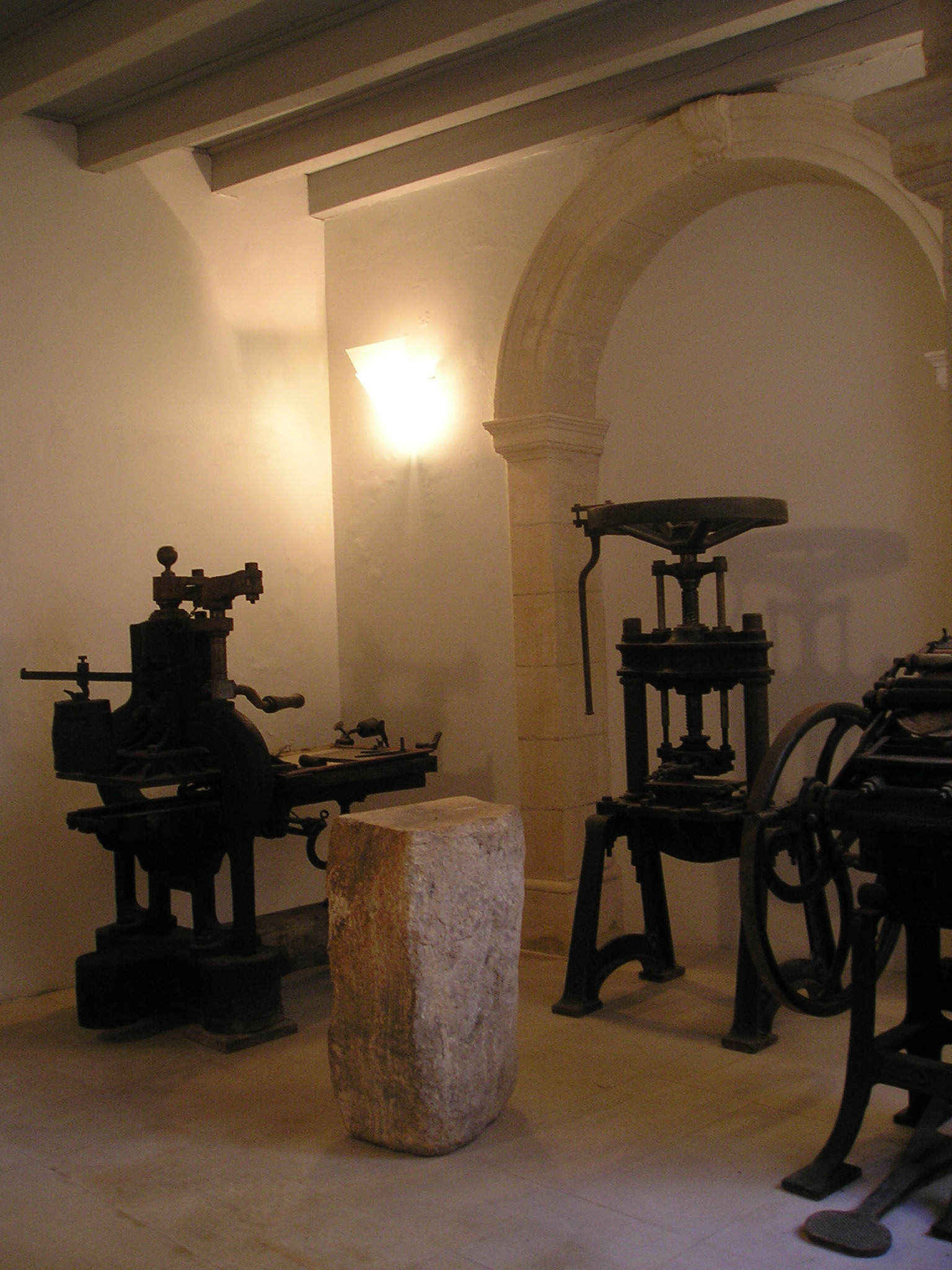
Anciennes pièces du musée
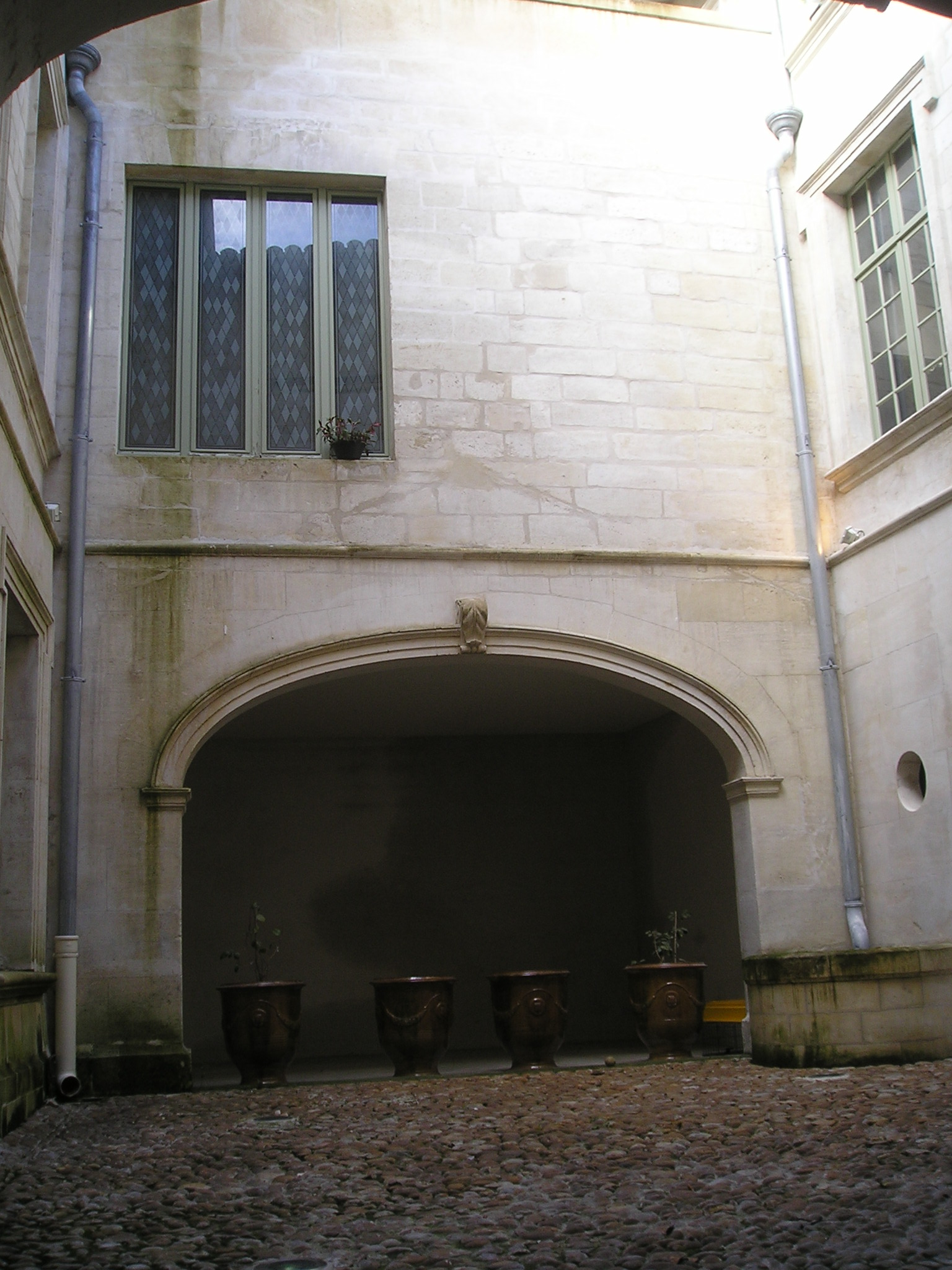
Vue de la cour intérieure

### Premier étage
Au premier étage, accessible par l'escalier monumental, on trouve sur tout le pourtour de la cour un ensemble de pièces d'apparat et de réception. À droite de l'escalier, on trouve un ensemble de salons (environ 5 mètres sous plafond) dont certains ont conservé les attributs originaux (miroirs avec sculptures d'aigles, plafonds à la française, moulures et stuc). Un salon rouge et un salon vert se suivent. 
Sur la gauche de l'escalier se trouvent un ensemble de pièces surplombant la cour et sa fraicheur. On y trouve des salles de réception et de déjeuner.  

### Deuxième étage
Le dernier étage est occupé par des chambres pour domestiques (qui surplombent la cour au nord) et un ensemble d'appartements pour les propriétaires et hôtes. L'ensemble est séparé par une terrasse, située à l'ouest. Dans la configuration actuelle de l'édifice restauré, trois appartements occupent ce dernier étage.

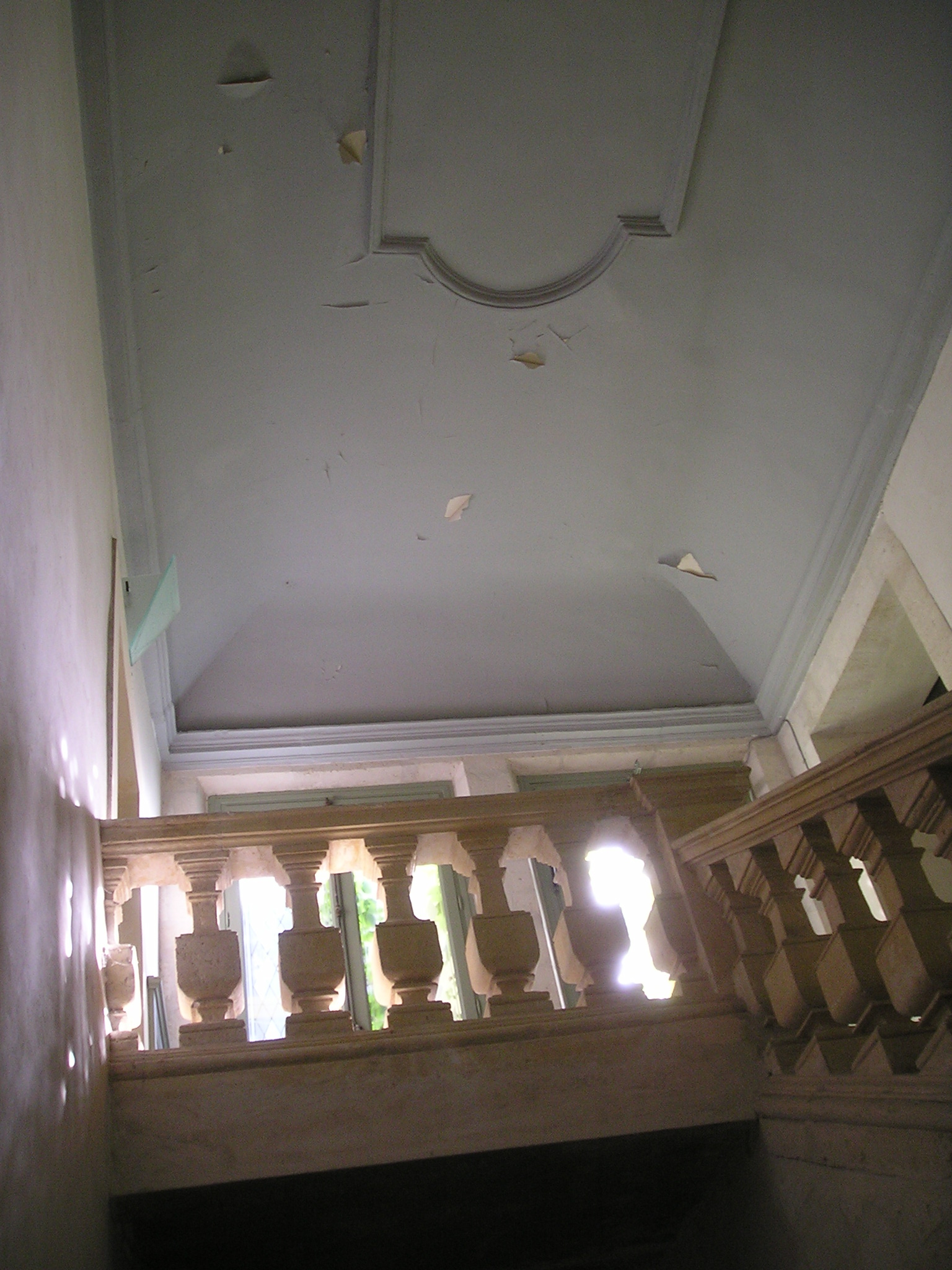
Haut de l'escalier monumental
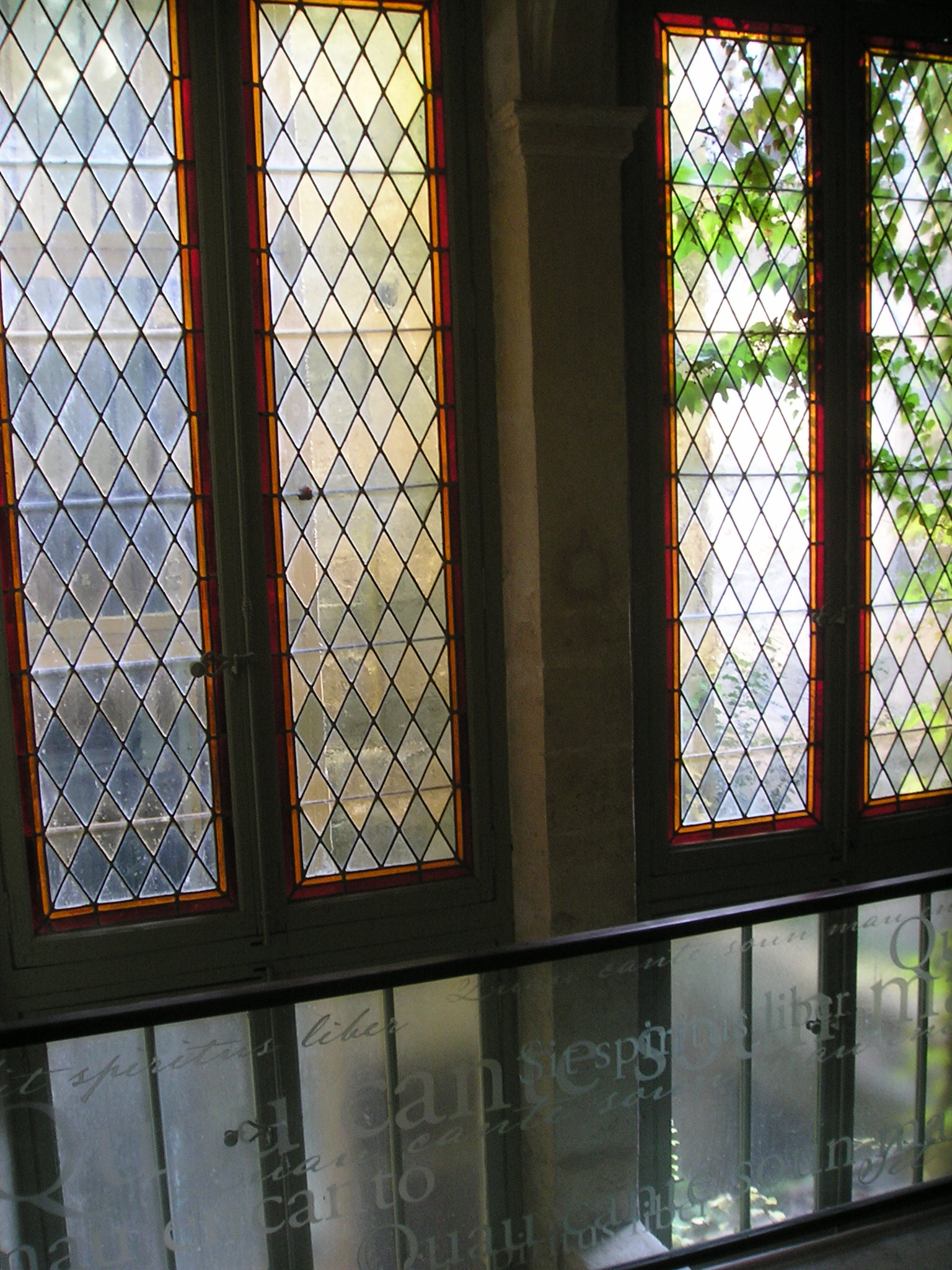
Vitraux des paliers
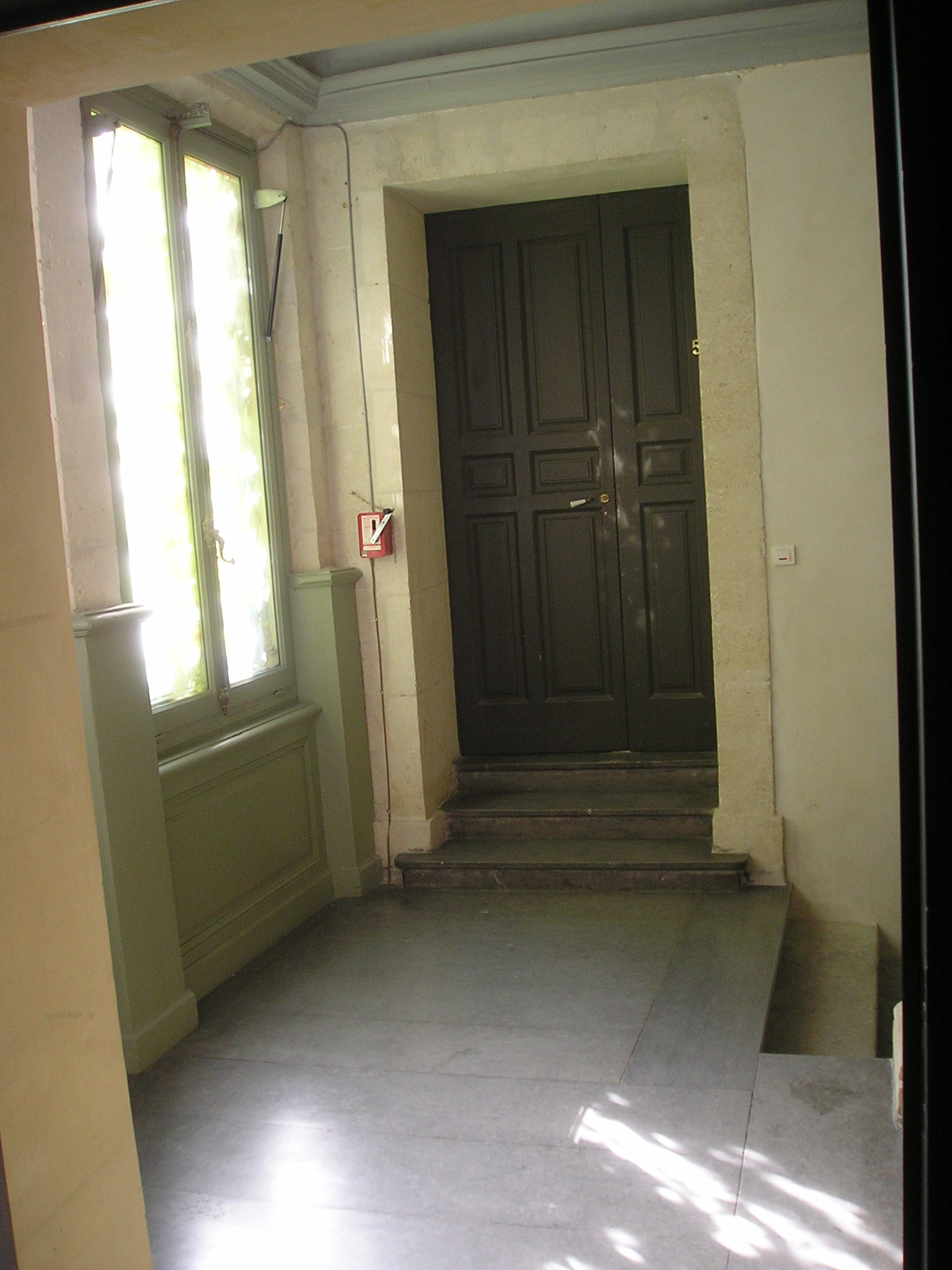
Haut du premier étage

## Visiteurs renommés et ambiance d'époque

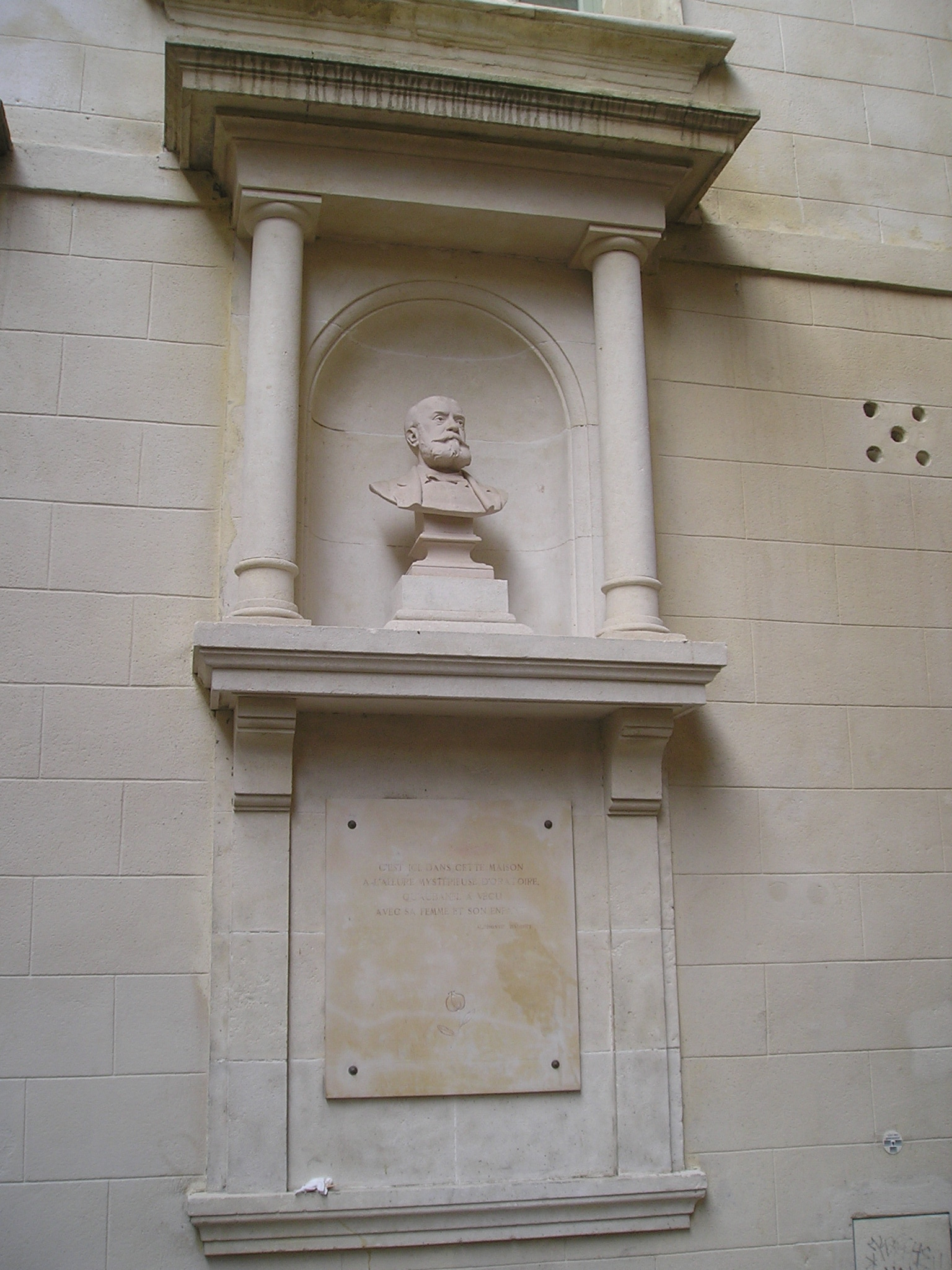
Buste de Théodore Aubanel

La plupart des amis de Théodore Aubanel ont à un moment ou un autre séjourné dans sa maison d'Avignon. Certains en ont décrit l'ambiance. Ainsi Alphonse Daudet, déclare que Théodore Aubanel a un intérieur d'artiste dans un article qu'il écrit sur lui, intitulé Aubanel chez lui: 
- Dans un coin de la vieille cité papale, figurez-vous un cloître avec son porche, ses larges escaliers de pierre, son religieux silence, seulement troublé par le bruit sourd de l'imprimerie, d’Aubanel installée dans les vieux bâtiments. En haut, l’appartement, assombri par des vitraux, a une allure mystérieuse d'oratoire. Mais ce n'est pas, comme chez Mistral, l'accumulation des dons apportés par les campagnards qui, par leur rusticité, donnent à la maison du poète de Mireille un vague air de chapelle à miracles, encombrée d'ex-voto. Chez Aubanel, on sent qu'on est chez un bourgeois et chez un artiste. Les meubles sont rares; ils portent de belles aiguières. Des crucifix de vieil ivoire, deux ou trois Clouet pendent au mur et sur tout cela, sur les tentures, sur les meubles court la dentelle d'Avignon, fine à border des nappes d'église, fine comme, les créneaux des remparts... [3]

Mallarmé est aussi cité en tant que visiteur de cet Hôtel Particulier
- Aubanel, qui était un grand lyrique, trouvait que son ami se fourvoyait dans des abstractions et des bizarreries inouïes, déconcerté par les vers condensés et secrets, les images neuves, les mystérieuses analogies de cet alchimiste à la recherche des plus rares élixirs. Les deux hommes se tutoyaient, Mme Aubanel étant très liée avec Mme Stéphane Mallarmé, et les ménages se visitaient souvent. Ils sortaient ensemble le dimanche et lorsque le poète d’Hérodiade recevait quelques amis de Paris, il les conduisait place Saint-Pierre où l’on mettait volontiers les petits plats dans les grands et où Jeanneton débouchait à la cuisine les meilleurs bouteilles de Gigondas et de Châteauneuf. Tout le Parnasse contemporain connaissait la belle salle à manger de la maison.

## Caractéristiques

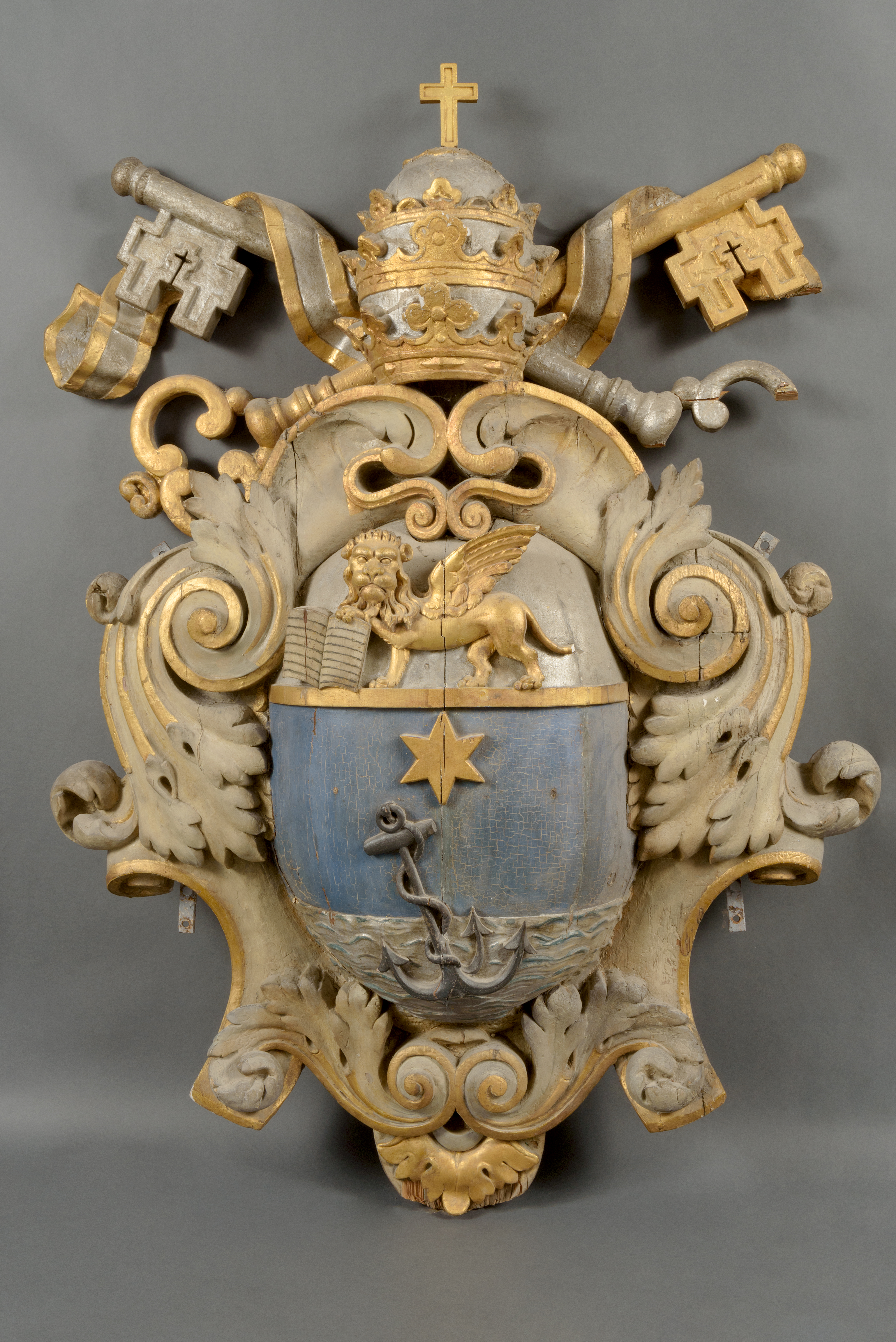
Enseigne de l'imprimeur Aubanel (aux armes du pape saint Pie X), ornant autrefois la maison Aubanel. Bois, XXe siècle, aujourd'hui conservée au Palais du Roure (dépôt des Archives municipales d'Avignon)

- Enseigne de l'imprimeur Aubanel (aux armes du pape saint Pie X), ornant autrefois la maison Aubanel. Bois, XXe siècle, aujourd'hui conservée au Palais du Roure (dépôt des Archives municipales d'Avignon)Surface totale bâtie au sol : 800 m2
- Nombre de logements/ commerces / bureaux / etc. : 7
- Murs: Pierre de taille.
- Plancher: Plancher de poutres et solives de bois.
- Toiture: Charpente de bois couverte de tuiles rondes.
- Revêtements extérieurs : Pierre calcaire de taille et mortier de chaux.
- Ouvertures et éléments de façade : encadrements de baies en pierre de taille – Fenêtres à petits carreaux dont celles d’étage dotées d’une traverse.

## Visites
La Maison Aubanel se trouve dans une impasse accessible depuis la place Saint-Pierre dans le centre d'Avignon, à proximité de la place de l'Horloge. La Maison Aubanel est entièrement privée et n'est pas ouverte à la visite. Il est néanmoins possible lorsque l'on croise un de ses habitants en train de rentrer chez lui d'apercevoir la cour depuis l'impasse qui y conduit.